# 무사 뎀벨레 (1996년)
무사 뎀벨레(프랑스어: Moussa Dembélé, 1996년 7월 12일 ~ )는 프랑스의 축구 선수이다. 사우디 프로페셔널리그에 속한 이티파크에 속해 있으며, 주 포지션은 스트라이커이다.
파리 생제르맹 유스에서 뛰다가 2012년에 풀럼으로 이적하여 2013년 11월 풀럼에서 데뷔하였다. 2016년에 셀틱으로 이적하기 전까지 64경기 19골을 기록하였다.
2018년 7월 프랑스 리그 1 소속 올랭피크 리옹으로 이적하였다. 2020년 8월 UEFA 챔피언스리그 2019-20 시즌 8강전에서 2골을 넣어서 소속팀의 준결승전 진출에 공헌하였다. 2021년 1월 라리가의 아틀레티코 마드리드로 임대 이적하였다. 
임대 복귀 후 리옹에서 두 시즌을 활약하고 계약이 만료된 뎀벨레는 이티파크에 입단하였다.